# Veli Peak
Der Veli Peak ist ein Berggipfel der Asgard Range im ostantarktischen Viktorialand. Er ragt unmittelbar östlich des Idun Peak und 1,5 km südlich des Brunhilde Peak auf.
Die genaue Herkunft des vom New Zealand Antarctic Place-Names Committee vergebenen Namens ist nicht bekannt.